# Joseph Li Jing

Wappen von Joseph Li Jing

Joseph Li Jing (* 1968) ist römisch-katholischer Bischof von Yinchuan (Ningsia, Ningxia) im Autonomen Gebiet Ningxia der Hui-Nationalität in der Volksrepublik China.

## Leben
Joseph Li Jing, der aus dem Bistum Bameng in der Inneren Mongolei stammte, trat 1985 in das Priesterseminar in Peking ein. Von 1994 bis 1998 studierte er in Deutschland und empfing dort 1996 die Priesterweihe. Nach seinem Abschluss in Pastoraltheologie war er in China im nationalen Priesterseminar in Peking tätig. 2005 wurde er im Bistum Ningxia tätig.
Am 21. Dezember 2007 empfing er in der Kathedrale von Yinchuan durch Bischof John Baptist Liu Jingshan die Bischofsweihe als Koadjutorbischof von Ningxia. Am 20. Dezember 2009 wurde er zum Bischof von Ningxia ernannt. Er wurde durch Papst Benedikt XVI. sowie die Chinesische Katholisch-Patriotische Vereinigung anerkannt.